# Barrau de Sescas
Barrau de Sescas (parfois Barrau de Sescars) est un chevalier gascon, soutien des Anglais pendant leur domination de l'Aquitaine. En 1295 il est le premier en Angleterre à porter le titre d'amiral.

## Biographie
La famille de Sescas est vassale de la maison d'Albret, et le suzerain de Barrau de Sescas est Amanieu VII d'Albret. 
Le 1er mars 1295 il est nommé « amiral de la flotte de Bayonne » et « capitaine de toute la côte » par le roi Édouard Ier. La flotte bayonnaise était d'une importance capitale pour l'Angleterre, facilitant les échanges commerciaux entre les deux parties du royaume. Sescas dirige alors à la fois les ressources navales d'Aquitaine et d'Angleterre. 
Il fait partie des chevaliers de la maisonnée du roi en 1297, et participe à ce titre à son expédition en Flandres. Rentré en Gascogne, il a la même année la garde du château d'Aspremont, à Peyrehorade. 
Du 1er novembre 1299 au 24 juillet 1302, il est le lieutenant du duché d'Aquitaine pour le roi d'Angleterre, charge de premier plan sur le continent, qu'il exerce conjointement avec le clerc gascon Pey-Arnaut de Vic. À la différence de la plupart des personnes auxquelles ce mandat a été confié, il n'est pas de haute noblesse : c'est parce qu'il est en poste à Bayonne et connaît bien la province que le lieutenant en titre, Guy Ferre, lui confie son intérim, qu'il assurera jusqu'à la prise de fonction du baron John Hastings. 
Il remplit ensuite les fonctions de châtelain de Bayonne et de bailli de Labourd du 5 août 1303 au 11 avril 1304. 
Barrau de Sescas possède des terres en Gascogne, et comme d'autres chevaliers gascons il reçoit une rente semestrielle sur des propriétés confisquées par la Couronne d'Angleterre.

## Postérité
Une rue de Bayonne porte son nom, orthographié « Barreau de Sescars ».